# Lijst van rijksmonumenten in Holten
De plaats Holten telt 8 inschrijvingen in het rijksmonumentenregister. Hieronder een overzicht.
| Object                                    | Oorspronkelijke functie?  | Bouwjaar    | Architect     | Locatie                            | Coördinaten?                  | Nr.?   | Afbeelding                            |
| ----------------------------------------- | ------------------------- | ----------- | ------------- | ---------------------------------- | ----------------------------- | ------ | ------------------------------------- |
| Boerderij onder afgewolfd rieten zadeldak | Boerderij                 | 1857        | Struik        | Borkeldsweg 91                     | 52° 16' 46" NB, 6° 27' 41" OL | 22215  | Meer afbeeldingen                     |
| Boerderij onder fors rieten schilddak     | Boerderij                 | 18e eeuw    |               | Pasmansweg 3                       | 52° 18' 36" NB, 6° 21' 30" OL | 22216  | Boerderij onder fors rieten schilddak |
| Dorpskerk                                 | Kerk en kerkonderdeel     | 1832        |               | Kerkplein 1                        | 52° 16' 53" NB, 6° 25' 20" OL | 22217  | Meer afbeeldingen                     |
| De Hegeman                                | Industrie- en poldermolen | 1890        |               | Dijkerhoekseweg 22                 | 52° 16' 47" NB, 6° 21' 3" OL  | 22218  | Meer afbeeldingen                     |
| Terrein waarin een grafheuvel             | Archeologisch monument    | Neolithicum |               |                                    | 52° 16' 31" NB, 6° 27' 19" OL | 45544  | Terrein waarin een grafheuvel         |
| De Zonnebelt                              | Woonhuis                  | 1933        | J.J.M. Vegter | Burgemeester van de Borchstraat 29 | 52° 17' 9" NB, 6° 24' 52" OL  | 512593 | Meer afbeeldingen                     |
| Panochthus                                | Woonhuis                  | 1935        | Loggers       | Holterbergweg 2                    | 52° 17' 29" NB, 6° 25' 12" OL | 512594 | Upload foto                           |
| Voormalig jachthuis                       | Tuin, park en plantsoen   | 1905-1934   |               | Helhuizerweg 3                     | 52° 17' 52" NB, 6° 24' 33" OL | 512595 | Upload foto                           |